# André Heller (artiste)
Pour les articles homonymes, voir André Heller et Heller.
André Heller (né le 22 mars 1947 à Vienne) est un artiste actionniste (österreichischer Aktionskünstler), manager culturel, auteur, acteur et chansonnier autrichien. Il est également le père du rappeur autrichien Left Boy.

## Biographie

### Jeunes années
Du côté paternel, Heller est issu d’une famille juive aisée de fabricants de confiserie : son père Stephan (1895-1958) était le fils de Wilhelm Heller, de l’un des deux fondateurs de la fabrique viennoise de confiserie "Gustav & Wilhelm Heller". Cette société est connue dans le monde entier pour avoir inventé les dragées.
D’après André Heller lui-même, le fait d’avoir fréquenté dans sa jeunesse quasiment tous les jours le café Hawelka, s’est avéré décisif pour son orientation littéraire. Dans ce café viennois (Kaffeehaus) il a fréquenté des écrivains tels Friedrich Torberg, H. C. Artmann, parfois Elias Canetti ainsi que Hans Weigel et Helmut Qualtinger. Avec ce dernier il a coopéré et joué plus tard. Hans Weigel et sa compagne Elfriede Ott lui ont enseigné des cours de théâtre.
Peu avant son baccalauréat il a quitté l’école pour intégrer un internat de jésuites, le Kollegium Kalksburg.

### Théâtre, radio, télévision, chant
Dans un premier temps, André Heller joue sur des scènes viennoises d’avant-garde avec peu de succès et tente par la suite le métier de programmateur radio auprès de la radio autrichienne Österreichischer Rundfunk (ORF).
En 1967, il devient l’un des fondateurs de la première station de radio de musique pop en langue allemande Ö3, où il exerce dans un premier temps la fonction de modérateur de l’émission musicale Musicbox.
En 1968 il devient coauteur de l’émission de télévision à grand succès Wünsch dir was (« fais ton vœu »). La même année, il sort son premier disque vinyle.
À partir de 1972 il sera connu du grand public en Autriche et par la suite également en Allemagne, c’est à partir de ce moment-là que la télévision autrichienne transmettra le show télévisé surréaliste „Wer war André Heller“ (« Qui était André Heller »). Dans la même année, il sortira son deuxième disque vinyle et, dans le cadre du festival viennois Wiener Festwochen, sa première pièce de théâtre sera représentée pour la première fois.

### Le promoteur
En 1976, Heller et Bernhard Paul fondent le cirque Roncalli. Heller, par contre, dans la même année quitte le projet commun, d’après lui, « parce qu’il ne voulait pas partager le succès ».
En 1977, Heller échoue sa tentative de convaincre la ville de Munich d’organiser sur le site des jeux Olympiques une « exposition mondiale de l’imaginaire », car les autorités ont des doutes qu’un tel projet soit réalisable d’un point de vue financier. Malgré cela, il s’intéresse désormais de plus en plus à la mise en scène, les actions et les installations spectaculaires et met même fin pour cela à sa carrière de chanteur, pourtant couronnée de succès. Sur les quatorze disques vinyle enregistrés, Heller remporte un total de douze disques d’or et sept disques de platine.
C’est en 1983 que commence sa collaboration fructueuse avec Stefan Seigner, qui gèrera ses affaires jusqu’en 2003. Depuis 2003, c’est Robert Hofferer qui se trouve à la tête de leur société commune Artevent ayant son siège à Vienne.

### L’acteur
En dehors de ces spectacles, André Heller incarne le rôle principal dans différentes productions cinématographiques, ainsi par exemple dans le film d’Hans-Jürgen Syberbergs Hitler, un film d'Allemagne, le film de Radu Gabreas, Fürchte Dich nicht Jakob, et Le Docteur Faustus (de) de Franz Seitz, ainsi que dans le film de Peter Schamonis La Symphonie du printemps. Dans l’adaptation cinématographique produite par Maximilian Schell en 1979 de Geschichten aus dem Wienerwald de l’écrivain autrichien Ödön von Horváth, il tient un rôle secondaire créé spécialement pour lui (il joue un acteur dans un stand de foire au Prater Viennois).
Déjà en 1969 Heller avait participé dans une version télévisée de la comédie tragique Das weite Land d'Arthur Schnitzler mise en scène par Peter Beauvais. À côté de O. W. Fischer (dans le rôle de Friedrich Hofreiter), Ruth Leuwerik (Genia Hofreiter), Walter Reyer (Dr. Franz Mauer), Helmut Qualtinger (le banquier Natter) et d’autres, il y incarne Gustav Wahl, le frère d’Erna Wahl (Sabine Sinjen).
En 1989 il travaille également en tant qu’artiste créateur de timbres. À la suite d'une commande de l’Administration postale de l’organisation des Nations unies (Postverwaltung der Vereinten Nationen), il créera le timbre pour le dixième anniversaire de l’ONU à Vienne.
En 1983 il enregistre avec Wolfgang Ambros la chanson Für immer jung (« jeune à jamais »). En 1985 suit Kumm ma mit kane Ausreden mehr, une chanson qui ne remportera pas le succès souhaité. Ce sera son dernier disque.
En 2004 il est décoré avec le prix Amadeus Austrian Music Award pour Ruf und Echo (appel et écho). Cette rétrospective comprenant 3 CD a été initiée par Chris Gelbmann, un chansonnier autrichien et à l’époque le manager A&R de la société Universal Music.

### Le manager culturel
Dernièrement il a travaillé comme coordinateur culturel pour la Coupe du monde de football en Allemagne (Fußball-Weltmeisterschaft 2006). En 2000, il a créé la présentation finale pour la candidature de l’Allemagne qui a finalement été retenue et a conçu en 2003 le globe de football (Fußball-Globus) qui, par la suite, a voyagé en tant que « précurseur architectonique de la Coupe du monde » à travers l’Allemagne. Dans un litige de droit d’auteur concernant le globe de football, les architectes Friedemann et Nikolai Kugel reprochent à André Heller d’avoir copié leur idée. Le slogan de la Coupe du monde "Die Welt zu Gast bei Freunden“ (« Le rendez-vous de l'amitié »), par contre, est incontestablement une invention d’André Heller.
La cérémonie prévue pour ouvrir la Coupe du monde au stade olympique de Berlin, et dont André Heller avait été chargée et à laquelle des artistes tels Brian Eno et Peter Gabriel auraient dû participer, a été supprimée par la FIFA le 13 janvier 2006. Il a été avancé que la pelouse aurait dû être remplacée entre la cérémonie d’ouverture et la première rencontre sportive prévue pour le 13 juin 2006, mais les mottes de gazon n’auraient peut-être pas eu suffisamment de temps pour s’enraciner et la pelouse n’aurait peut-être pas eu la qualité exigée. Mais néanmoins, en raison de l’échec, Heller qualifie justement ce projet comme « une expérience intéressante ».
De manière générale, André Heller, d’après lui-même, s’investit que dans des projets qui lui permettent d’élargir son horizon d’apprentissage artistique. Même une offre hypothétique de 100 millions de dollars ne serait pas pour lui une raison de réaliser un projet n’étant pas d’utilité pour son développement personnel. «C’est tentant, certes, car j’aurais plein d’idées ce qu’on pourrait faire avec un volume financier de 100 millions de dollars, quels projets intelligents, profonds et excitants deviendraient possibles grâce à une telle somme, mais je n’ai pas le droit de dilapider mon temps. On ne sait jamais, peut être que je tombe mort avant d’avoir terminé ma prochaine phrase», expliquait Heller dans une interview qu’il a donnée à SWR.

## Vie privée
De 1970 à 1984, André Heller était marié à l’actrice, chansonnière et écrivain Erika Pluhar. Dans les années 1970, il a vécu pendant plusieurs années avec l’actrice Gertraud Jesserer, et beaucoup plus tard avec l’actrice Andrea Eckert. Au milieu des années 1980 Heller avait une liaison avec Anke Kesselaar, à l’époque l’épouse de Rudi Carrell.
L’artiste est propriétaire d’un appartement dans un palais luxueux situé dans le premier arrondissement (1. Bezirk) dans la Renngasse à Vienne. C’est dans ce palais que Heller a accueilli en 2000 le chancelier allemand de l’époque, Gerhard Schröder. Actuellement André Heller vit avec Albina Schmid, une ancienne modèle. Il a un fils, le chanteur Left Boy (* 1988).

## Actions, installations, mises en scène
- 1981 – Dans le cadre du festival Wiener Festwochen est créée la production poétique, une variété intitulée Flic Flac avec laquelle il part par la suite en tournée en Europe
- 1983 – Le poème-pyro Théâtre du feu (Teatro de Fogo) d’après l’exemple des jeux de lumières et de couleurs baroques a lieu à Lisbonne.  Heller finance le spectacle de sa propre poche et frôle l’insolvabilité.
- 1984 – Le spectacle de feu Sturz durch Träume (chute à travers les rêves) devant le Reichstag de Berlin attire 650 000 spectateurs.
- 1985 – Pour l’exposition florale de Berlin, la Bundesgartenschau, Heller réalise une image florale composée de 40 000 plantes sous le titre Misstraue der Idylle (méfie-toi de l’idylle).

Le 2 novembre 1985 – le show Begnadete Körper a sa première au Deutschen Theater à Munich. Pour cette production, Heller engage 60 jongleurs, équilibristes et acrobates venant d’écoles chinoises d’artistes, crée le décor de théâtre et les costumes et rédige les textes de présentation. 
- 1986 – A Graz est créé le Jardin des poètes, le Dichtergarten : à l’aide de fleurs, Heller forme des énonciations clés d’écrivains importants.
- 1986 – Les sculptures à montgolfières (Heißluftballon-Skulpturen) Himmelszeichen (signes du ciel) ont plané dans le ciel au-dessus de Londres, Munich, Venise, Oslo, New York, Moscou, San Francisco et des chutes du Niagara.
- 1986 – Avec son show Salut für Olga Heller s’efforce à donner un nouveau souffle aux arts du théâtre des variétés.
- 1987 – A Hambourg Heller réalise la mise en scène de Luna Luna, d’une foire de l’art moderne (Jahrmarkt der modernen Kunst). De nombreux artistes contemporains, dont surtout Roy Lichtenstein, Salvador Dalí, Joseph Beuys, Friedensreich Hundertwasser et Jim Whiting contribuent avec leurs œuvres d’art et installations à côté de Heller lui-même à cet événement.
- 1987 – Clownparade Lachen machen (faire rire)
- 1988 – Body and Soul, un show sur le patrimoine culturel noir américain (spirituals, New Orleans jazz, ragtime, bebop, sandshoe, blues, soul, scat, stepdance)
- 1989 – Cirque national chinois
- 1991 – Jagmandir, le théâtre privé excentrique du Maharana d’Udaipur, Inde.
- 1991 – sculpture florale avec puits Versinkende Riesin (géante coulante) dans le parc du château de Schönbrunn, Vienne.
- 1991 – Wonderhouse au Broadway à New York
- 1992 – Bambusmann, sculpture flottante dans le port de Hong Kong, haute de 55 mètres.
- 1992 – Avec la réouverture du Wintergarten-Varieté, Heller inaugure communément avec Bernhard Paul le bâtiment du Théâtre des variétés à Berlin.
- 1995 – Heller crée le monde de cristal (Swarovski Kristallwelten) à Wattens, au Tyrol.
- 1997 – Schiff aus Salz (bateau en sel) sur la mer Morte en Israël.
- 1997 – Der stumme Prophet (le prophète muet) une sculpture de lumière à Aït-Ben-Haddou, au Maroc.
- 1997 – Yumé - Flug durch Träume (Yumé – vol à travers les rêves) : un kaléidoscope japonais, Tōkyō et tournée en Europe.
- 1998 – le Météorite à Essen présentant sur cinq étages des "cabinets miracles sur le thème de l’énergie" aura été l’une des rares mises en scène sans succès d’André Heller.
- 1998 – Planification du parc Anima sur l’ancien site de la société Krupp à Bochum – non réalisé par la suite.
- 1999 – 'Stimmen Gottes (les voix de Dieu), un événement avec des chanteurs spirituels, des musiciens et des danseurs de dix cultures différentes Marrakech au Maroc.
- 2000 – Erdgeist (l’esprit terrestre), une sculpture haute de 14 mètres, moitié homme, moitié oiseau, veille sur le Pavillon "Living Planet Square" du World Wide Fund for Nature dans le cadre de l’Expo 2000.
- 2002 – Im Herzen des Lichts - Die Nacht der Primadonnen (Dans le cœur de la lumière – la nuit des prima donna) raconte un mythe inventé et réalisé par Heller.
- 2002 – Au Théâtre du Châtelet à Paris est donné Erwartung (l’Attente) d’Arnold Schönberg et La Voix humaine, sous la régie de Heller. Les opéras monologues sont chantés par Jessye Norman.
- 2003 – le globe du football pour la Coupe du monde de football 2006 (Weltmeisterschaft 2006) en Allemagne (y compris le slogan du championnat "Die Welt zu Gast bei Freunden" (« Le rendez-vous de l'amitié »). Litige sur les droits d’auteur concernant cette création.
- 2004 - Jessye Norman- un film de André Heller et Othmar Schmiderer
- 2005 – Afrika! Afrika!, première à Francfort-sur-le-Main le 25 décembre 2005.

## Œuvres (sélection)
- King-Kong-King Mayer-Mayer-Ling – pièce de théâtre, première en 1972.
- Die Ernte der Schlaflosigkeit in Wien (la recolte de l’insomnie) – volume de reproductions, paru en 1975.
- Sein und Schein (Être et paraître)  – pièce de théâtre, représenté pour la première fois en 1993 au Burgtheater à Vienne.
- Brockhaus-Enzyklopädie 2000 – décoration de l’édition de luxe en 24 tomes (1998).
- Dans l'angle mort (Im toten Winkel) – film documentaire sur Traudl Junge, la secrétaire de Hitler ; prix du public au festival de film berlinois (Berlinale) 2002.

## Les prix remportés
- 1986 – Bambi
- 2004 – Amadeus Austrian Music Award pour Ruf und Echo